# 1900 en Allemagne
Chronologie de l’Allemagne
- 1896
- 1897
- 1898
- 1899
- 1900
- 1901
- 1902
- 1903
- 1904

Cet article présente les faits marquants de l'année 1900 en Allemagne.

## Événements
- Réforme de l'orthographe.

### Janvier
- 1er janvier : le Code civil allemand (BGB= Bürgerliches Gesetzbuch) entre en vigueur.
- 21 janvier : Championnat d'Europe de patinage artistique à Berlin.

### Février
- 27 février : fondation du Bayern Munich.

### Avril
- Crise économique en Allemagne due à la surproduction industrielle et à la spéculation (fin en 1902).

- 1er avril : création en Bohême du parti populaire tchèque, couramment appelé « Parti réaliste », présidé par Tomas Masaryk en vue d’obtenir l’égalité des droits entre Allemands et Tchèques.

### Mai
- 6 mai : visite officielle de l’empereur François-Joseph d’Autriche à Berlin à l’occasion de la majorité du prince héritier. L’empereur d’Autriche et Guillaume II d’Allemagne réaffirment l’alliance austro-allemande.

### Juin
- 14 juin : loi navale en Allemagne, qui porte atteinte à la suprématie maritime britannique.

### Juillet
- 17 juillet : première émigration de Lénine en Allemagne (fin en novembre 1905).
- 27 juillet : discours des Huns.

### Octobre
- 16 octobre : Bernhard von Bülow devient chancelier impérial et ministre-Président de Prusse, remplaçant Chlodwig zu Hohenlohe-Schillingsfürst.

### Décembre
- 24 décembre (11 décembre du calendrier julien) : publication de l’Iskra (« l’Étincelle ») à Leipzig par le groupe constitué par Lénine, Martov, Potressov, Plekhanov, Axelrod et Véra Zassoulitch, pour lutter contre l’économisme (la limitation des revendications ouvrières au seul terrain de l’économie) et créer une structure de comités clandestins en Russie.

## Naissances
- 27 novembre : Erwin Schulz, militaire

## Décès
- 25 août : Friedrich Nietzsche, philosophe